# Carl Svante Hallbeck
Carl Svante Hallbeck, född 14 april 1826 i Göteborg, död 17 december 1897 i Everett i Massachusetts i USA, var en svensk illustratör och målare.
Hallbeck var handelsbiträde till 1846 då han började studera vid Köpenhamns konstakademi. År 1851, efter studierna, flyttade han tillbaka till Sverige. Hallbeck hörde länge till de mest anlitade tecknarna för träsnitt i svenska, danska och tyska tidskrifter och böcker. Han arbetade bland annat för Ny illustrerad tidning, vid vars grundande han medverkade 1865, Svenska familj-journalen och kalendern Svea. Han flyttade till USA år 1887, där han målade en del akvareller men även fortsatte sända litterära bidrag till svensk press under signaturen Svante. Hallbeck är representerad vid bland annat Kalmar konstmuseum, Uppsala universitetsbibliotek och Nationalmuseum, Stockholm i Stockholm.

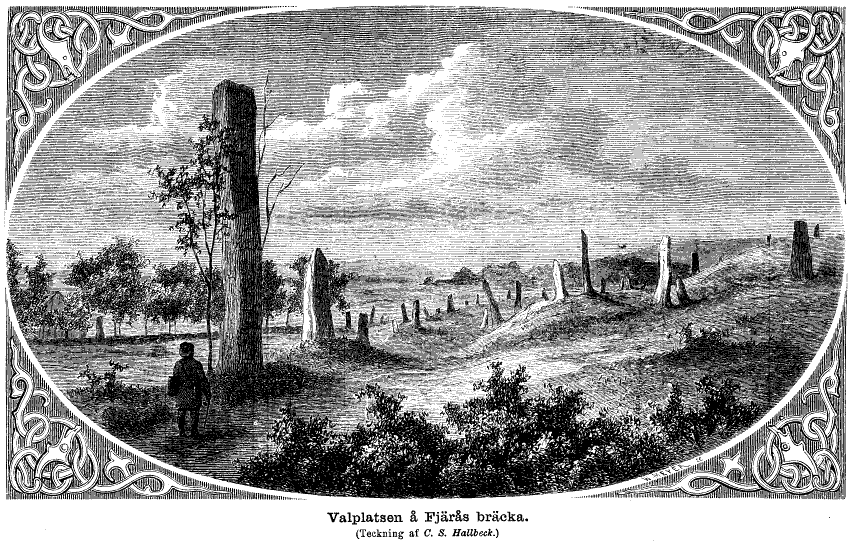
Frodestenen på Li gravfält, xylografi av Wilhelm Meyer i Svenska Familj-Journalen 1873 efter teckning av Hallbeck
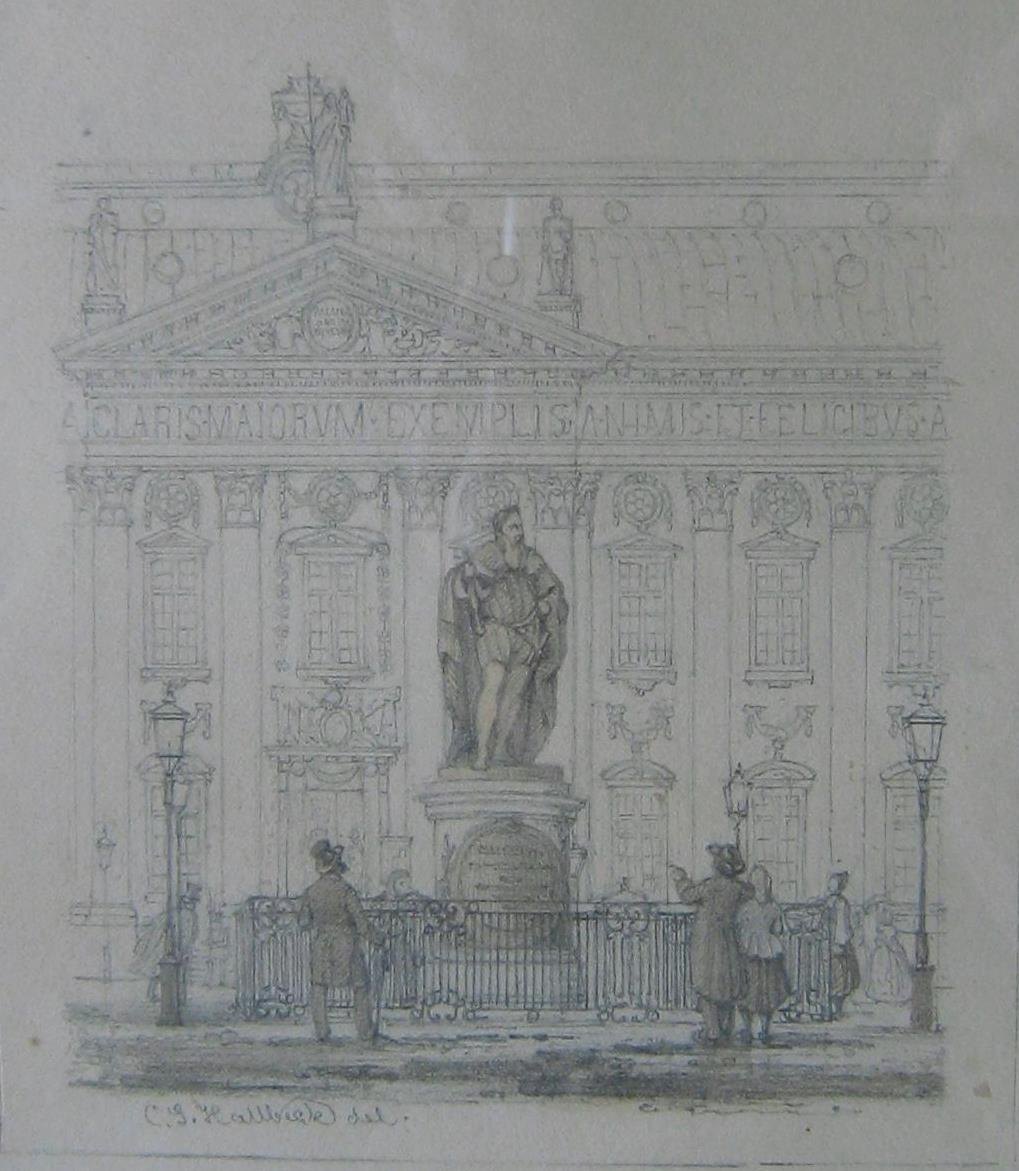
Riddarhuset och Gustav Vasa-statyn, Stockholm, akvarellerad teckning av Hallbeck
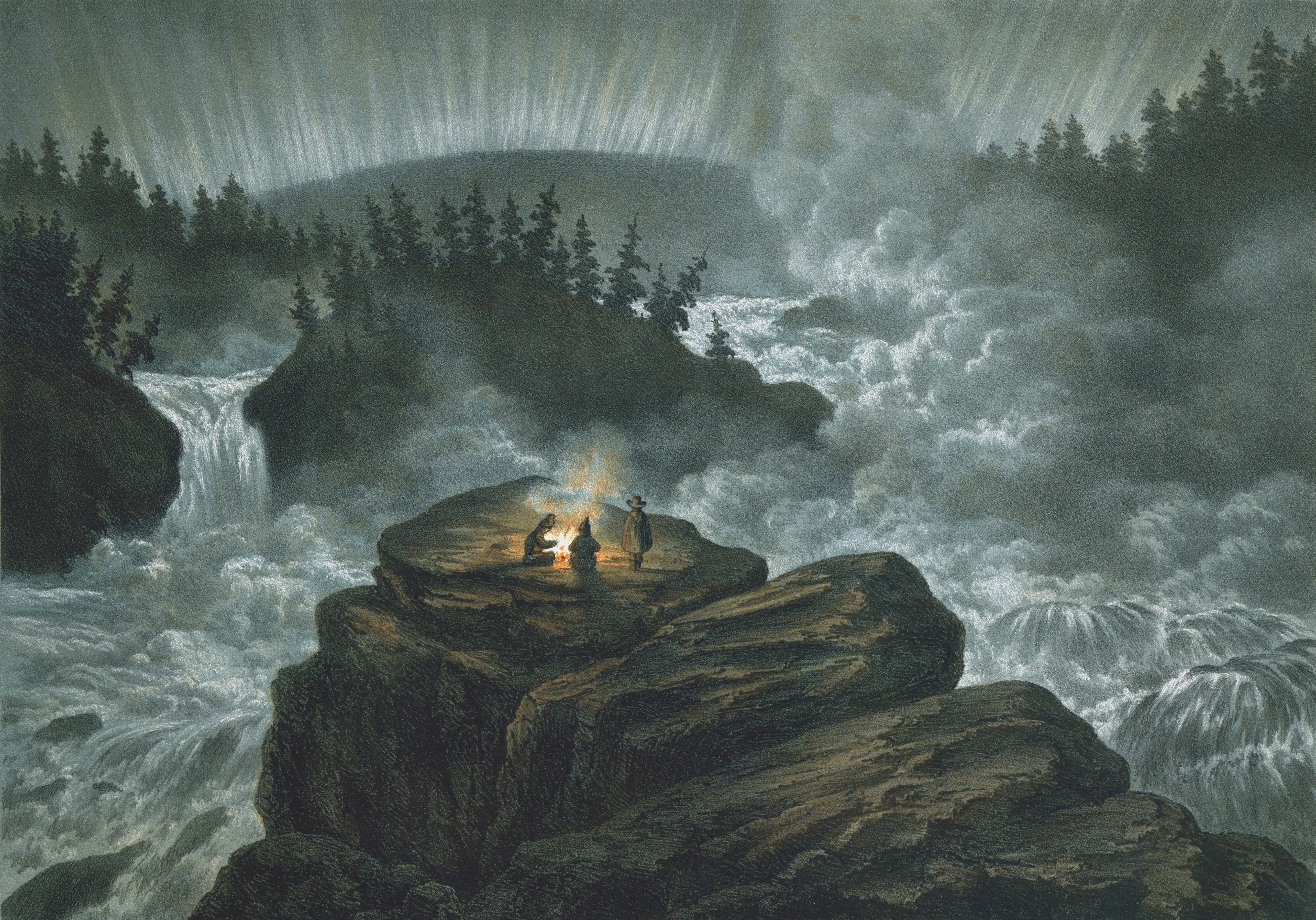
Vattenfallet Harsprånget i Luleälven (1856).
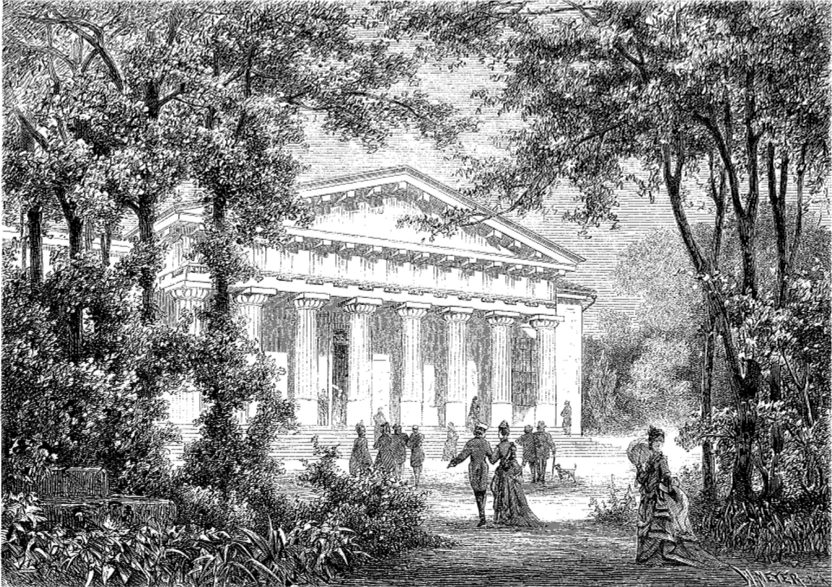
Botaniska trädgården, Uppsala, Svenska Familj-Journalen (1874, xylografi av Wilhelm Fredrik Meyer efter teckning av Hallbeck).
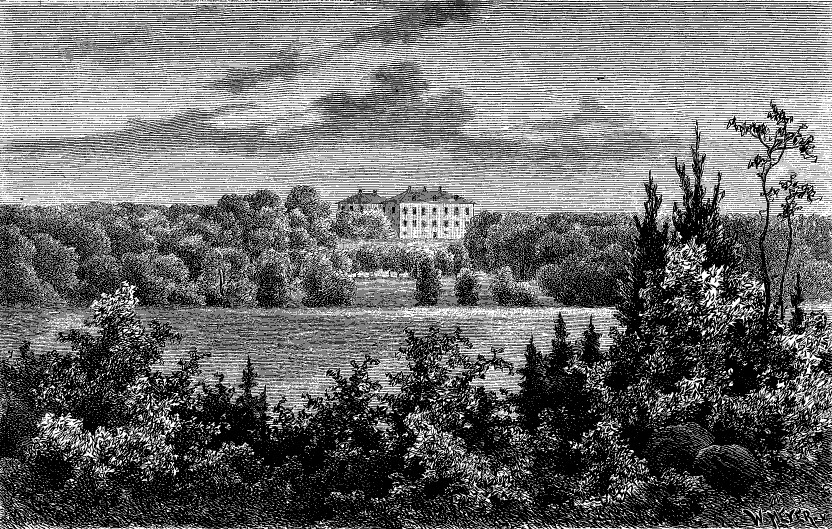
Venngarns slott, Sigtuna, Svenska Familj-Journalen (1875, xylografi av Wilhelm Fredrik Meyer efter teckning av Hallbeck).